# Egol"jach
L'Egol"jach (in russo  Еголъях?) è un fiume della Russia siberiana occidentale, affluente di sinistra del Vasjugan (bacino idrografico dell'Ob'). Scorre nel Kargasokskij rajon dell'Oblast' di Tomsk e nel Tarskij rajon dell'Oblast' di Omsk.
Il fiume ha origine nella zona paludosa del distretto Tarskij (Tomsk), nella regione delle Paludi di Vasjugan, e scorre verso est attraverso il distretto Kargasokskij (Omsk). Sfocia nel Vasjugan a 607 km dalla foce vicino al villaggio di Kuntiki. La lunghezza del fiume è di 184 km, il bacino imbrifero è di 1 790 km².
Lungo il fiume si trovano i giacimenti petroliferi Zapadno-Karasevskoe (Karasevskoe Ovest), Karasevskoe e Pavlovskoe.